# مان، پنجاب
مان (به انگلیسی: Maan) یک روستا در پاکستان است که در پنجاب واقع شده‌است.